# Friedrichstraße 30 (Böckingen)

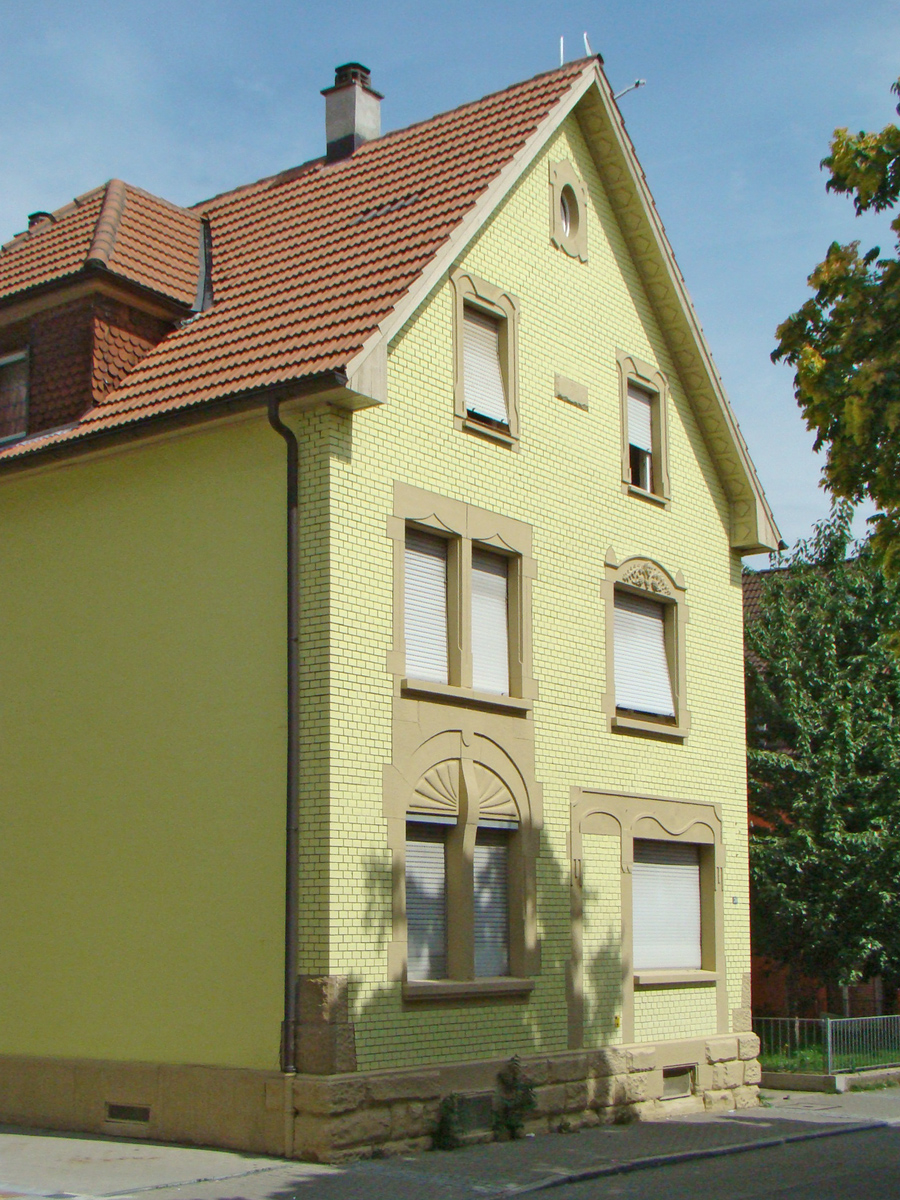
Friedrichstr. 30 in Heilbronn-Böckingen

Das Wohnhaus Friedrichstraße 30 im Heilbronner Stadtteil Böckingen ist ein privater Profanbau, der nach Plänen des Karl Mogler im Jahre 1909 für den Schneidermeister Christian Dietle errichtet worden ist. Das denkmalgeschützte Gebäude gilt als Kulturdenkmal.

## Beschreibung
Das Wohnhaus des Schneidermeister Christian Dietle ist ein zweistöckiger Bau, wobei die Gestaltung der Fassade in damals moderner Architekturdekoration mit Ornamenten an Gewänden und Fensterstürzen im Stil des Späthistorismus erfolgt ist.